# EHF-Europapokal der Pokalsieger der Frauen 1983/84
Der EHF-Europapokal der Pokalsieger der Frauen 1983/84 war die 8. Auflage des Wettbewerbes, an der 20 Handball-Vereinsmannschaften aus 19 Ländern teilnahmen. Diese qualifizierten sich in der vorangegangenen Saison in ihren Heimatländern im Pokalwettbewerb für den Europapokal.  Im Finale war der jugoslawische Vertreter RK Dalma Split gegen TJ Gottwaldov aus der Tschechoslowakei erfolgreich. Mannschaften aus Polen, Rumänien, der Sowjetunion und der DDR nahmen am Wettbewerb, im Hinblick auf die Olympischen Spiele 1984 in Los Angeles nicht teil.

## 1. Runde
|                            | Gesamt |                     | Hinspiel | Rückspiel |
| -------------------------- | ------ | ------------------- | -------- | --------- |
| Initia HC Hasselt          | 32:17  | HB Dudelange        | 17:80    | 15:90     |
| Union Admira Landhaus Wien | 46:30  | Arçelik SK Istanbul | 24:19    | 22:11     |
| Esteblok Ferrara           | 48:29  | Hapoel Ashdod       | 23:16    | 25:13     |
| CGM de Leganes             | 43:28  | Académico FC        | 23:15    | 20:13     |

Durch ein Freilos zogen VfL Sindelfingen, Nørlem/Nørre Nissum, Sverresborg IF, Paris Université Club, TJ Gottwaldov, Hellas Den Haag, LAC Rex Zürich, VIF G.Dimitrov Sofia, RK Dalma Split, Budapesti Építők SC, HK Silwing/Troja und Titelverteidiger RK Osijek direkt in das Achtelfinale ein.

## Achtelfinale
|                            | Gesamt |                       | Hinspiel | Rückspiel |
| -------------------------- | ------ | --------------------- | -------- | --------- |
| VfL Sindelfingen           | 34:38  | Nørlem/Nørre Nissum   | 16:19    | 18:19     |
| Sverresborg IF             | 50:42  | Paris Université Club | 27:17    | 23:25     |
| TJ Gottwaldov              | 36:30  | Hellas Den Haag       | 22:15    | 14:15     |
| Esteblok Ferrara           | 34:73  | RK Osijek             | 20:38    | 14:35     |
| Initia HC Hasselt          | 28:23  | LAC Rex Zürich        | 15:12    | 13:11     |
| VIF G.Dimitrov Sofia       | 45:46  | RK Dalma Split        | 21:19    | 24:27     |
| Union Admira Landhaus Wien | 43:30  | CGM de Leganes        | 20:90    | 23:21     |
| Budapesti Építők SC        | 43:34  | HK Silwing/Troja      | 24:19    | 19:15     |

## Viertelfinale
|                            | Gesamt |                   | Hinspiel | Rückspiel |
| -------------------------- | ------ | ----------------- | -------- | --------- |
| Budapesti Építők SC        | 46:33  | Sverresborg IF    | 27:17    | 19:16     |
| Union Admira Landhaus Wien | 48:29  | Initia HC Hasselt | 23:15    | 25:14     |
| TJ Gottwaldov              | 57:37  | RK Osijek         | 31:17    | 26:20     |
| Nørlem/Nørre Nissum        | 42:44  | RK Dalma Split    | 20:19    | 22:25     |

## Halbfinale
|                            | Gesamt |                | Hinspiel | Rückspiel |
| -------------------------- | ------ | -------------- | -------- | --------- |
| Budapesti Építők SC        | 39:49  | RK Dalma Split | 20:22    | 19:27     |
| Union Admira Landhaus Wien | 28:40  | TJ Gottwaldov  | 16:19    | 12:21     |

## Finale
Das Hinspiel fand am 24. März 1984 in Split und das Rückspiel am 1. April 1984 in Gottwaldov statt.
|                | Gesamt |               | Hinspiel | Rückspiel |
| -------------- | ------ | ------------- | -------- | --------- |
| RK Dalma Split | 48:33  | TJ Gottwaldov | 26:15    | 22:18     |